# Zabłocie (Biłgoraj)
Pour les articles homonymes, voir Zabłocie.
Zabłocie (prononciation : [zaˈbwɔt͡ɕe]) est un village polonais de la gmina de Turobin dans le powiat de Biłgoraj de la voïvodie de Lublin dans l'est de la Pologne.
Il se situe à environ 10 kilomètres à l'est de Turobin (siège de la gmina), 31 kilomètres au nord de Biłgoraj (siège du powiat) et 53 kilomètres au sud-est de Lublin (capitale de la voïvodie).
Le village comptait approximativement une population de 71 habitants en 2008.

## Histoire
De 1975 à 1998, le village est attaché administrativement à la voïvodie de Zamość.

Depuis 1999, il fait partie de la voïvodie de Lublin.